# Гончаренко Михайло Федорович
Миха́йло Фе́дорович Гончаре́нко (15 грудня 1975, смт. Стеблів, Корсунь-Шевченківського району Черкаської області) — діяч у сфері освіти та науки, колишній голова Державної інспекції навчальних закладів України (серпень 2011 — березень 2014), доктор економічних наук (2021), професор (2023). 15 лютого 2012 року присвоєно третій ранг державного службовця. Ректор Міжрегіональної Академії управління персоналом (з лютого 2020 р.).

## Освіта
- 1992–1995 — навчався в Ірпінському індустріальному коледжі;
- 1995–1998 — навчався в Державній Академії легкої промисловості України, отримав диплом інженера-економіста;
- 1998–2002 — Міжгалузевий інститут підвищення кваліфікації кадрів при НТУ «Харківський політехнічний інститут», отримав диплом менеджера інтелектуальної власності;
- травень 2011 — захистив ступінь кандидата економічних наук.

2021 - захистив ступінь доктора економічних наук

## Трудова діяльність
- 1998–1999 — провідний спеціаліст Управління економіки промислової власності Державного патентного відомства України.
- 1999 — головний спеціаліст Управління економіки промислової власності Держпатенту України.
- 2001 — головний спеціаліст відділу статистики та звітності ДП «Укрпатент».
- 2002 — головний спеціаліст відділу інформаційних ресурсів та економіки інтелектуальної власності управління реєстрації та економіки інтелектуальної власності Державного департаменту інтелектуальної власності; Експерт Служби Віце-прем'єр — міністра України з гуманітарних питань (Секретаріат Кабінету Міністрів України).
- 2002–2005 — директор департаменту інноваційного розвитку Міністерства освіти і науки України.
- 2003–2005 — член Комісії Кабінету Міністрів України з організації діяльності технологічних парків та інноваційних структур інших типів[5]
- 2006–2007 — директор департаменту інновацій та трансферу технологій МОН України.
- 2007 — директор департаменту нормативного забезпечення Української державної інноваційної компанії.
- 2007–2009 — заступник директора ДБУ «Західний регіональний центр інноваційного розвитку».
- 2009–2010 — начальник організаційного відділу організаційно-аналітичного департаменту Державного агентства України з інвестицій та інновацій.
- 2010 — начальник відділу акредитації та ліцензійної експертизи освітньої діяльності МОН України.
- 2010–2011 — директор департаменту наукової діяльності та ліцензування вищих навчальних закладів МОН України.
- 2010–2012 — член Державної акредитаційної комісії[6], а з вересня 2013 р. — член Акредитаційної комісії[7]
- серпень 2011 — березень 2014 — Голова Державної інспекції навчальних закладів України[8]
- квітень — липень 2014 — директор Інституту бізнес-освіти та комунікацій Київського національного університету технологій та дизайну
- жовтень 2014 — проректор з регіонального розвитку МАУП
- жовтень 2016 — лютий 2020 - перший проректор МАУП
- з лютого 2020 — березень 2024 - ректор МАУП
- з березень 2024 р. – віце-президент МАУП

## Праці
Автор (співавтор) понад 100 наукових публікацій та статей; монографії «Шляхи інноваційного розвитку України» (2004), «Перспективи розвитку інвестиційного процесу на ринку житла» (2011) та «Теорія та практика регулювання інвестиційно-інноваційного розвитку» (2013); підручник «Економіка і організація інноваційної діяльності» (2005); навчальний посібник «Акредитація від А до Я. Глосарій з акредитації» (2012); «Розвиток механізмів публічного управління в контексті реалізації євроінтеграційного вектора України (кейси розбудови освіти та економіки для забезпечення безпеки й досягнення цілей сталого розвитку)» (2023), монографія: Гончаренко М.Ф., Горбач Л.М. Сталий розвиток: сучасна парадигма, реалії і перспективи  (2023).

## Відзнаки і нагороди
- Орден «За заслуги» ІІІ ступеня (22 січня 2014 року) — за значний особистий внесок у соціально-економічний, науково-технічний, культурно-освітній розвиток Української держави, вагомі трудові досягнення, багаторічну сумлінну працю та з нагоди Дня Соборності та Свободи України[10]
- Подяка Кабінету Міністрів України (2004)[11]
- Подяка Київського міського голови (2005)[11]
- Грамота Верховної Ради України (2019)
- Подяка Голови Верховної Ради України (2022)[4]